# Jungiella consors
Jungiella consors är en tvåvingeart som först beskrevs av Eaton 1893.  Jungiella consors ingår i släktet Jungiella och familjen fjärilsmyggor. Inga underarter finns listade i Catalogue of Life.